# Зимна Вода (зупинний пункт)
Зи́мна Вода́ — пасажирський зупинний пункт Львівської дирекції Львівської залізниці на електрифікованій лінії Львів — Мостиська II. Розташований поблизу села Зимна Вода Львівського району Львівської області та селища Рудно Залізничного району Львова.

## Історія
Станція відкрита 4 листопада 1861 року, одночасно з відкриттям руху поїздів залізничною лінією Львів — Мостиська II, яка є найстарішою на Львівщині.
У 1972 році станція електрифікована постійним струмом (=3 кВ) в складі дільниці Львів — Мостиська II.

## Пасажирське сполучення
На станції Зимна Вода зупиняються приміські електропоїзди сполученням:
- Львів — Мостиська II — Львів;
- Львів — Шкло-Старжиська — Львів.

Раніше курсував приміський електропоїзд сполученням Львів — Судова Вишня — Львів.